# Alexandre Alexandrov
Pour les articles homonymes, voir Aleksandar Aleksandrov et Aleksandrov.
Alexandre Danilovitch Alexandrov (en russe : Александр Данилович Александров) (1912-1999) est un mathématicien et physicien russe et soviétique, membre du parti communiste.

## Carrière scientifique
Alexandrov sort diplômé du département de physique de l’université de Léningrad. Ses professeurs étaient le physicien Vladimir Fock et le mathématicien Boris Delaunay. En 1933, il travailla pour l’institut d’optique d’État et il donnait à la même époque des cours aux départements de mathématiques et de mécanique de l’université. Il termina son doctorat en 1935 à l’université puis, en 1937, sa thèse de doctorat en science.
Nommé recteur de l’université en 1952, Alexandrov resta à ce poste jusqu’en 1964. En 1946, il devint membre associé, puis en 1964, membre à part entière de l'Académie des sciences d'URSS. À partir de 1975, il fut aussi membre de l'Académie des Lyncéens.
De 1964 à 1986, il vécut à Novossibirsk, dirigeant le laboratoire de géométrie de l’Institut de mathématiques de la branche sibérienne de l'Académie des sciences d'URSS.
Il pratiquait aussi la philosophie et l'alpinisme.
Grigori Perelman fut l'un de ses étudiants.

## Distinctions
- Prix Staline (1942)
- Médaille pour la Défense de Léningrad (1945)
- Maître de sport de l'URSS (1949)
- Prix Lobatchevski (1951)
- Ordre de Lénine (1961)
- Ordre du Drapeau rouge du Travail (1953, 1957, 1975 et le 16 octobre 1990)
- Ordre de l'Amitié des peuples (1982)
- Médaille Euler (1991)
- Ordre de l'Honneur (le 4 juin 1999)